# Urolophus kaianus
Urolophus kaianus е вид хрущялна риба от семейство Urolophidae.

## Разпространение
Видът е разпространен в Индонезия.